# Paul Guthnick
Paul Guthnick (n. 12 ianuarie 1879, Hitdorf⁠(d), Regatul Prusiei, Imperiul German – d. 6 septembrie 1947, Berlin, Zona de ocupație sovietică) a fost un astronom german. 
A studiat la Universitatea din Bonn. Și-a obținut doctoratul în anul 1901 sub îndrumarea lui Friedrich Küstner. A lucrat din anul 1901 la Observatorul Regal din Berlin și a studiat stele variabile, în special steaua Mira. Pe măsură ce Berlinul s-a extins, a devenit mai dificil să se efectueze observații astronomice acolo și Guthnick a folosit, începând cu anul 1906, parcul local cunoscut sub numele de Babelsberg. Ulterior, a fost construit un observator după aprobarea guvernului. A fost numit profesor de astrofizică la Universitatea din Berlin în anul 1916. În anul 1921 a devenit director al Observatorului Babelsberg. 
A efectuat observații asupra stelelor emisferei sudice într-o expediție la Windhoek în anul 1929. După venirea la putere de către naziști în anul 1933, Guthnick s-a adaptat la noile condiții din regim, deși s-a opus teoriilor Welteislehre care au fost favorizate de Himmler. 
Craterul lunar Guthnick poartă numele acestuia.   